# 克勒什河
克勒什河（匈牙利語： [ˈkørøʃ]）是匈牙利的河流，位於該國東部，屬於蒂薩河的左支流，河道全長195公里，流域面積27,537平方公里，平均流量約每秒100立方米，河畔城鎮有貝凱什。